# Orlac's Hände
Orlacs Hände ("les mans d'Orlac) és una pel·lícula muda de terror austríaca del 1924 dirigida per Robert Wiene i protagonitzat per Conrad Veidt, Alexandra Sorina i Fritz Kortner. Està basat en la novel·la Les Mains d'Orlac de Maurice Renard.

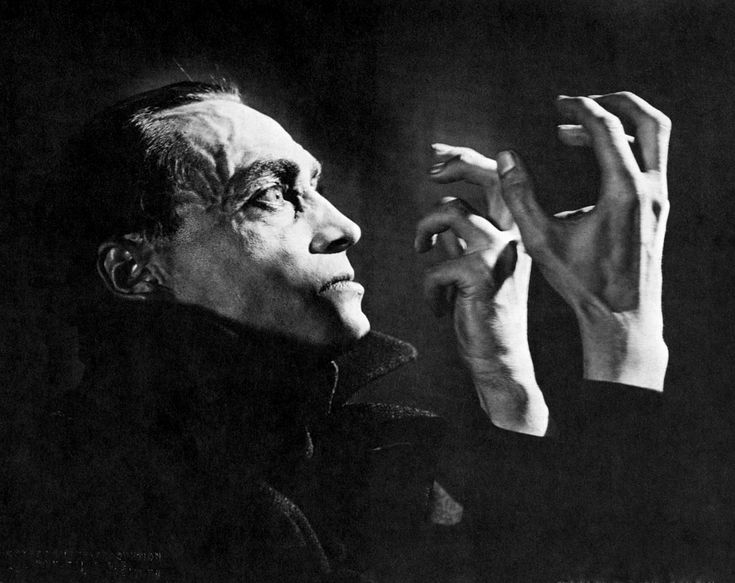
Conrad Veidt ensenyant les mans

## Trama
El concertista Paul Orlac perd les mans en un horrible accident ferroviari. La seva dona Yvonne demana a un cirurgià que intenti salvar les mans d'Orlac. El cirurgià trasplanta les mans d'un assassí recentment executat anomenat Vasseur. Quan Orlac s'assabenta d'això, l'horror l'obsessiona. És torturat per la presència d'un ganivet que troba a casa seva, igual que el que utilitzava Vasseur, i les ganes de matar. Creu que juntament amb les mans ha adquirit la predisposició a la violència de l'assassí. S'enfronta al cirurgià, dient-li que tregui les mans, però el cirurgià intenta convèncer-lo que els actes d'una persona no es regeixen per les mans, sinó pel cap i el cor.

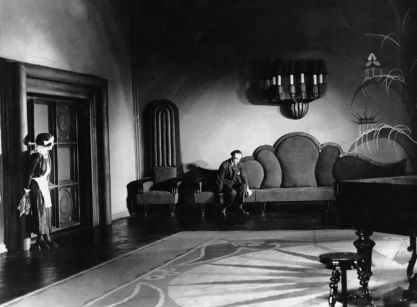
Escena de la pel·lícula

Les noves mans d'Orlac no poden tocar el piano, i amb el temps ell i la seva dona es queden sense diners. Els creditors els donen un dia més per pagar les seves factures. Yvonne va al pare de Paul a buscar diners, però la rebutja. L'Orlac mateix va a veure el seu pare, però descobreix que ha estat apunyalat amb el mateix ganivet que el de Vasseur. Comença a pensar que ell mateix va cometre l'assassinat i va a una cafeteria a prendre una copa. Allà coneix un home que diu que és Vasseur, que li diu a Orlac que l'ajudant del cirurgià que li va fer el trasplantament de mà li va tornar a enganxar el cap al cos. Aleshores li diu a Orlac que vol diners per callar sobre l'assassinat.
Mentrestant, la policia troba les empremtes dactilars de Vasseur a l'escena del crim, causant confusió. Paul i Yvonne Orlac decideixen anar a la policia i tractar d'explicar que les mans de Vasseur estaven als braços de Paul, però que no recordava haver matat el seu pare. També explica a la policia l'home que afirma ser l'assassí executat i els diners del xantatge. Resulta que l'home és en realitat un estafador anomenat Nera, molt conegut per la policia. La minyona d'Orlac diu a la policia que la Nera era amic d'en Vasseur, i que havia fet un joc de guants de goma amb les empremtes dactilars d'en Vasseur. Els guants es van utilitzar durant l'assassinat, i també afirma que Vassuer era innocent de l'assassinat pel qual va ser jutjat, fent que Orlac tingués les mans d'un innocent en lloc d'un assassí.

## Repartiment
- Conrad Veidt com a Paul Orlac
- Alexandra Sorina com Yvonne Orlac
- Fritz Kortner com a Nera
- Carmen Cartellieri com a Regine
- Hans Homma com el Dr. Serra
- Fritz Strassny com el pare de Paul
- Paul Askonas com a Servent

## Producció i llançament
Orlac's Hände va ser produïda per la companyia austríaca Pan-Film en associació amb la companyia de distribució alemanya Berolina Film i es va rodar als estudis de Listo Film a Viena. Els decorats van ser construïts pels arquitectes cinematogràfics i els constructors d'escenaris Stefan Wessely, Hans Rouc i Karl Exner.
La pel·lícula es va estrenar a Berlín, Alemanya, el 24 de setembre de 1924. L'estrena habitual al cinema va seguir a principis de 1925, el 31 de gener a Berlín i el 6 de març a Viena. La distribució va ser realitzada per Berolina Film. La versió francesa tenia el títol Les Mains d'Orlac, la versió anglesa The Hands of Orlac. La pel·lícula es va mostrar per primera vegada als Estats Units el 1928, on la seva promoció i distribució van ser realitzades per Aywon Film Corporation.

## Recepció
- A Rotten Tomatoes, la pel·lícula té un índex d'aprovació del 91% basat en les crítiques d'11 crítics, amb una valoració mitjana de 7,8/10.[4]
- Paimann's Filmlisten, Nr. 441, 1924, p. ;181: "la presentació del tema és extremadament apassionant i la tensió es manté fins a l'última escena: un conjunt extraordinàriament ben escollit encapçalat per Conrad Veidt aprofita al màxim les possibilitats. La direcció és tensa i acurada, sobretot en les escenes molt realistes de l'accident de ferrocarril, la decoració de bon gust, els esdeveniments de l'acció emfatitzats amb eficàcia. La fotografia és de la màxima qualitat en tots els aspectes. Pel·lícula austríaca que és l'igual dels millors productes estrangers
- En el seu llançament als Estats Units el 1928, Variety va escriure "Si no fos per la magistral caracterització de Veidt, Orlac's Hände seria una fantasia absurda a la classe de thriller de misteri d'abans";[5] i The New York Times va opinar: "Tot i que és cru, no és el tipus de coses que algunes persones volen mirar després de la mitja-tassa de la nit o just abans de retirar-se. "Orlac's Hände", una antiga producció alemanya que ara es troba al Greenwich Village Theatre, no té mèrits."[6]
- Molts acadèmics han respost a la pel·lícula, plantejant preguntes com ara com interactua la pel·lícula amb els problemes de discapacitat.[7]

## Versions
La versió original tenia 2.507 metres de llarg, l'equivalent a 91 minuts a una velocitat de fotograms de 24 fps o 110 minuts a 20 fps. La versió reconstruïda té una llargada de 2.357 metres, que correspon a uns 90 minuts. L'11 de gener de 2001 Arte va emetre una versió reconstruïda el 1995 pels Bundesarchiv-Filmarchiv a Berlín, Friedrich-Wilhelm-Murnau-Stiftung i el Deutsches Filminstitut amb la cooperació de l'Jugoslovenska Kinoteka a Belgrad. Aquesta versió tenia música nova de Henning Lohner i també se'ls van donar sorolls de fons i els efectes sonors d'una escena d'interrogació desactivada, cosa que no va ser aprovada universalment. Des d'aleshores, la pel·lícula s'ha projectat a molts festivals de cinema d'arreu del món. Una altra versió va ser llançada en DVD per Kino Lorber el 2008, basada en la reconstrucció de 1995 i restaurada per Bret Wood amb una partitura del compositor Paul Mercer i metratge addicional cortesia de The Raymond Rohauer Collection a Columbus, Ohio. El Filmarchiv Austria ha restaurat la pel·lícula amb material dels seus arxius. S'estrenarà al Konzerthaus Wien el 13 de juny de 2013 en el marc del Festival de Música de Viena, amb una nova partitura del compositor nord-americà Donald Sosin, interpretada pel compositor al piano i Dennis James a l'orgue Rieger.

## Decisions de la censura
La pel·lícula va ser aprovada per a l'estrena alemanya el 25 de setembre de 1924, però només per a adults. El Ministeri de l'Interior de Saxònia va presentar una sol·licitud amb data 10 de gener de 1925, en la qual s'instava que la pel·lícula fos censurada, perquè "podria posar en perill la seguretat i l'ordre públics […] Segons una valoració de la Provincial. L'oficina penal de Dresden, el govern de Saxònia no creu oportú donar a conèixer públicament les disposicions internes i les eines de la policia criminal, especialment en relació amb la presa d'empremtes dactilars, ja que això faria més la lluita contra la delinqüència. a més, la representació de mitjans que permetin al delinqüent esborrar les seves empremtes i enganyar la policia, és molt inadequada".
La sol·licitud de censura va ser rebutjada per la Inspecció Superior, ja que un expert de la prefectura de la policia de Berlín, quan va ser interrogat per ells al respecte, va qualificar el contingut especialitzat de poc realista. Fins ara no hi havia experiències a tot Europa de falsificació d'empremtes digitals mitjançant l'ús d'impressions en cera o tècniques similars, deixant de banda qualsevol altre mètode de falsificació d'empremtes. La Inspecció va reconèixer que si la pel·lícula hagués mostrat un mètode realista de falsificació d'empremtes dactilars, si n'hagués existit, hauria plantejat problemes de seguretat pública, però va concloure que el que es mostrava a la pel·lícula era pura fantasia.